# Lago Gaspereau
Il lago Gaspereau è un lago del Canada che si trova nel territorio della Contea di Kings, nella Nuova Scozia.
È il lago più esteso della Contea di Kings e il quinto della Nuova Scozia.